# Vektor (band)
Vektor is een Amerikaanse thrashmetalband uit Arizona, opgericht door David DiSanto en aanvankelijk optredend onder de naam Locrian. De band speelde in 2011 op het metalfestival Into the Grave in Leeuwarden.
Kenmerkend voor de band is de snelle, progressieve  en soms death- en blackmetal-achtige muziekstijl met hoge krijsen en de teksten die meestal over dystopische sciencefiction gaan. De band heeft drie albums en diverse demo's en singles uitgebracht. Sinds 2016 is DiSanto weer het enige lid van Vektor.
De band bracht in 2003, 2006 en 2007 enkele demo's uit, voornamelijk op eigen naam. Daarop bracht Vektor in 2009 het debuutalbum Black Future uit bij het label Heavy Artillery. In 2011 volgde Outer Isolation bij hetzelfde label. Vervolgens kreeg Vektor een contract bij Earache, dat Terminal Redux uitbracht.
In december 2016 bleef David DiSanto het enige overgebleven bandlid, nadat Erik Nelson, Frank Chin en Blake Anderson de band verlieten.
In juni 2019 beschuldigde Katy DiSanto haar echtgenoot David DiSanto op sociale media van huiselijk geweld en seksueel misbruik. Ze bracht daarbij ook beeldmateriaal naar buiten. David DiSanto kreeg een contactverbod opgelegd.

## Studio-albums
- Black Future (2009)
- Outer Isolation (2011)
- Terminal Redux (2016)